# 데돕스크

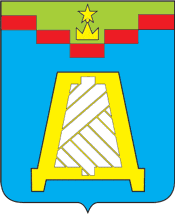
시 문장

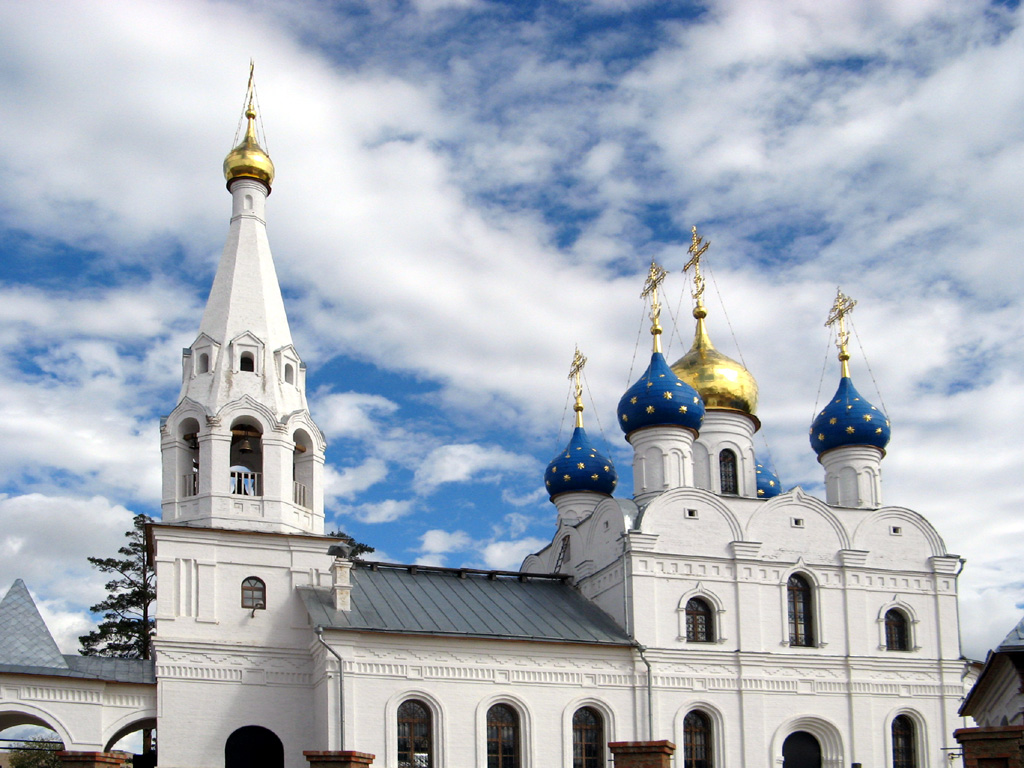
게오르기옙스카야 성당

데돕스크(러시아어: Де́довск)는 러시아 모스크바주 중부에 위치한 도시로, 인구는 27,662명(2002년 기준)이다. 모스크바(러시아의 수도이며 모스크바 주의 주도이기도 함)에서 서쪽으로 38km 정도 떨어진 곳에 위치한다.
1573년 데도보(Де́дово) 마을이 건설되었고 18세기에 들어서면서 마을이 확장되었다. 1913년 섬유 공장이 들어서면서 데돕스키(Де́довский) 마을이 신설되었고 데도보 마을을 합병하게 이른다. 1940년 시로 승격되면서 데돕스크라는 이름으로 변경되었다.